# Nuevo Occoro (distrito)
Nuevo Occoro é um distrito do Peru, departamento de Huancavelica, localizada na província de Huancavelica.

## Transporte
O distrito de Nuevo Occoro é servido pela seguinte rodovia:
- HV-125, que liga a cidade de Moya ao distrito de Huando
- HV-127, que liga a cidade de Acobambilla ao distrito de Huando
- HV-111, que liga a cidade de Acobambilla ao distrito  de Huancavelica [1][2][3]